# Sierraparakit
Sierraparakit (Psilopsiagon aymara) är en fågel i familjen västpapegojor inom ordningen papegojfåglar.

## Utseende och läte
Sierraparakiten är en liten och mestadels grön parakit. Den skiljer sig från liknande bergparakiten på vit strupe, grå hjässa och längre stjärt. Lätet består av ett dämpat och tredelat "squi-da-dit" som avges snabbt och ofta i flykten.

## Utbredning och systematik
Fågeln förekommer i Anderna i Bolivia till nordvästra Argentina och norra Chile. Den behandlas som monotypisk, det vill säga att den inte delas in i några underarter.

## Levnadssätt
Sierraparakiten förekommer i höga bergstrakter. Den är flocklevande och ses födosöka i smågrupper i kortvuxna buskar och snår, bland annat Polylepis. Den påträffas också ofta utmed vägar och i bosättningar. Den föredrar sluttningar och är frånvarande från de flesta höglänta slätter.

## Status
Arten har ett stort utbredningsområde och beståndet anses vara stabilt. Internationella naturvårdsunionen IUCN listar den därför som livskraftig (LC).

## Namn
Sierra är bergskedja på spanska, används för olika bergskedjor i spansktalande länder.